# Muznik
Muznik je priimek več znanih Slovencev:
- Anton Muznik (1726—1803), zdravnik
- Ivan Muznik (*1986), lokostrelec
- Maks Muznik (*1955), lokostrelec